# Bulbophyllum trichambon
Bulbophyllum trichambon là một loài phong lan thuộc chi Bulbophyllum.